# Bimetal
Bimetal laves ved at valse to forskellige metaller sammen med forskellig varmeudvidelseskoefficient.
Det kan benyttes til kontakter eller spiralformede termometre.